# Ole Lauritzen
Ole Lauritzen (23. august 1933 i Gentofte – 8. juni 2022 i Hellerup) var en dansk skibsreder, samfundsdebattør og forfatter.
Som søn af skibsreder Knud Lauritzen gik Ole Lauritzen samme vej og blev efter endt navigatøruddannelse fra School of Navigation i Southampton i 1953 og højere handelseksamen fra Niels Brock i 1956 selvstændig med sit eget rederi, Olau-Line, som han drev frem til 1980. Navnet blev dannet af hans navn, da det ville være uheldigt med to rederier med familienavnet Lauritzen. Rederiet udchartrede i begyndelsen tørlast- og tankskibe, men etablerede i 1973 en færgerute mellem Storbritannien og Holland. Via færgeruten etablerede han desuden en busrute mellem London og København. Da han i 1980 frasolgte rederiet til tyske TT-Line var han kendt som "den røde skibsreder", fordi han brød med traditionerne, gav besætningerne medbestemmelse og delte overskuddet i virksomheden med dem.
I 1971 opførte han bebyggelsen Sjølundparken i Hellebæk på et areal, han havde købt af ØK.
Efter faderens død i 1978 blev han centrum for en 20 år lang strid om Lauritzen-familiens indflydelse i rederiet J. Lauritzen, der også kontrollerede DFDS. Internt i familien Lauritzen var der uenighed. Striden endte med, at Ole Lauritzen indtrådte i bestyrelsen for J. Lauritzen i 1997. Han sad der til 2003. I perioden 1982-1995 var han medlem af bestyrelsen for Kogtved Søfartsskole og 1992-1994 bestyrelsesmedlem i Aalborg Industries.
Han skrev som 80-årig i 2014 bogen Kuppet, hvor han redegjorde for sine synspunkter i striden om J. Lauritzen. 
Han var desuden en aktiv foredragsholder og ivrig samfundsdebattør, ikke mindst når det kom til EF/EU, som han var modstander af. 